# 佐洛松博特福
佐洛松博特福（匈牙利語：Zalaszombatfa）是匈牙利佐洛州所辖的一个村，总面积5.89平方公里，总人口47，人口密度8.0人/平方公里（2010年1月1日）。